# Järsjön, Dalarna
Järsjön är en sjö i Smedjebackens kommun och Säters kommun i Dalarna och ingår i Dalälvens huvudavrinningsområde. Sjön har en area på 0,865 kvadratkilometer och ligger 191,4 meter över havet. Sjön avvattnas av vattendraget Tunaån (Flokån).

## Delavrinningsområde
Järsjön ingår i det delavrinningsområde (668464-147615) som SMHI kallar för Utloppet av Järsjön. Medelhöjden är 228 meter över havet och ytan är 7,92 kvadratkilometer. Räknas de 25 avrinningsområdena uppströms in blir den ackumulerade arean 161,08 kvadratkilometer. Tunaån (Flokån) som avvattnar avrinningsområdet har biflödesordning 2, vilket innebär att vattnet flödar genom totalt 2 vattendrag innan det når havet efter 233 kilometer. Avrinningsområdet består mestadels av skog (81 procent). Avrinningsområdet har 0,82 kvadratkilometer vattenytor vilket ger det en sjöprocent på 10,4 procent.